# Kwale (distrikt)
Kwale är ett av Kenyas 71 administrativa distrikt, och ligger i provinsen Kustprovinsen. År 1999 hade distriktet 496 133 invånare. Huvudorten är Kwale även om städerna Msambweni och Ukunda är större.